# Bảo tàng văn học Adam Mickiewicz, Warszawa
Bảo tàng văn học Adam Mickiewicz ở Warszawa - Bảo tàng Lịch sử văn học ra đời năm 1950, đi vào hoạt động năm 1952.
Bảo tàng nằm trong sáu ngôi nhà chung cư được kết nối với nhau: Orelmusowska và Winklerowska tại Quảng trường Phố cổ và bốn ngôi nhà chung cư tại đường Brzozowa .

## Giám đốc bảo tàng
Các giám đốc đầu tiên của Bảo tàng là Aleksander Semkowicz và Leonard Pod Tácki-Okołów. Trong những năm 1957-1969, giám đốc của Bảo tàng là Adam Mauersberger. Năm 1972, Janusz Odrowąż-Pieniążek trở thành giám đốc. Tiến sĩ Jarosław Klejnocki  là giám đốc kể từ tháng 1 năm 2010.

## Chi nhánh
Các chi nhánh của Bảo tàng Văn học là:
- Bảo tàng Władysław Broniewski,
- Bảo tàng Andrzej Struga (khai trương năm 1981),
- Bảo tàng Maria Dąbrowska (khai trương năm 1984),
- Bảo tàng Witold Gombrowicz ở Wsola (khai trương năm 2009),
- Viện Tài liệu và Nghiên cứu về Văn học Ba Lan (được tạo ra vào năm 2005).

## Các hoạt động
Nhiệm vụ của Bảo tàng Văn học là chăm sóc các di sản văn học Ba Lan và các hoạt động giáo dục (triển lãm bảo tàng, xuất bản).
Các bộ sưu tập của Bảo tàng Văn học bao gồm các bản thảo, chẳng hạn như chữ ký Grażyna hiện có, các bộ sưu tập sách và vật phẩm từ các văn phòng của nhà văn, chẳng hạn như Julian Tuwim, Leopold Staff, Maria Dąbrowska và Witold Gombrowicz. Ngoài ra còn có bộ phim duy nhất còn tồn tại với sự tham gia của Witkacy được dựng lại kỹ thuật số vào năm 2015 .